# Pocky
Pocky (ポッキー Pokkī?) är ett japanskt godis/tilltugg på kexpinnar, doppade i olika smaker. Detta godis har blivit mycket populärt och finns nu även att köpa på olika restauranger och affärer i Sverige. Pocky tillverkas av Glico i Thailand och Japan. Sedan exporteras det ut till olika länder. 
Inom vissa länder i Europa kan Pocky gå under namnet Mikado.
Många av de olika Pocky-smakerna säljs bara i Japan.
Pocky har ett stort antal av varierande smaker, exempelvis jordgubb, choklad, hasselnöt, banan, kokosnöt, mjölk och mörk choklad (Men's Pocky). I Japan finns även smaker som grönt te, mousse, samt paket med större pinnar i (i smakerna choklad, jordgubb m.m).
Pocky kan trots sin spridning utanför Japan vara svårt att få tag i. I Sverige säljs inte Pocky i vanliga affärer utan huvudsakligen i affärer som är specialiserade på asiatiska livsmedel, under kategorin Snacks/godis.Vid Livsmedelsverkets granskning av halten av transfetter i livsmedel ("Riksprojekt  2008 - Transfettsyror i kakor/kex och chips - märkning och halter") visade sig fettet i Pocky Chocolate Flavour tillverkad i Thailand innehålla hela 36,9 % transfetter. Det var den högsta halten som uppmättes i något livsmedel i denna undersökning.